# Marko Ivan Rupnik
Marko Ivan Rupnik (ur. 28 listopada 1954 w Zadlog) – słoweński prezbiter rzymskokatolicki, były jezuita (1973–2023), kapłan diecezji koperskiej (od 2023 r.), teolog, mozaikarz.

## Biografia
Urodził się w Zadlog 28 listopada 1954 roku. Do jezuitów wstąpił w 1973 roku. Studiował w Accademia di Belle Arti w Rzymie oraz teologię na Papieskim Uniwersytecie Gregoriańskim. Święcenia kapłańskie przyjął w 1985 roku. W 1991 roku obronił pracę doktorską napisana pod kierunkiem Tomáša Špidlíka. W latach 1991–2020 pracował w jezuickim Centrum Naukowym im. Ezio Alettiego w Rzymie. Był wykładowcą Uniwersytetu Gregoriańskiego oraz Papieskiego Instytutu Liturgicznego Świętego Anzelma. Był także konsultorem w Kongregacji ds. Duchowieństwa, Kongregacji ds. Kultu Bożego i Dyscypliny Sakramentów oraz Papieskiej Rady ds. Nowej Ewangelizacji. Ojciec Rupnik projektuje mozaiki.

## Ekskomunika i sprawa molestowania seksualnego zakonnic
W grudniu 2022 r. generał jezuitów poinformował, że Marko Ivan Rupnik był ekskomunikowany. Wywołało to spekulacje medialne, że został ekskomunikowany przez papieża Franciszka w grudniu 2022 r. W związku z tym jezuici sprostowali informację wyjaśniając, że w 2022 r. generał zakonu tylko podał do publicznej wiadomości informację o wcześniejszej ekskomunice, zaś sama ekskomunika miała miejsce wcześniej i została zdjęta w maju 2020 r. Powodem ekskomuniki było poważne przestępstwo kanoniczne, polegające na tym, że Rupnik „wyspowiadał kobietę z odbycia z nim czynności seksualnej”. W marcu 2020 r., o. Rupnik wygłosił w Watykanie pierwsze kazanie wielkopostne dla papieża i Kurii Rzymskiej. Również w 2022 r. ujawniono, że po przeprowadzonej wizytacji we Wspólnocie Loyola przez biskupa Daniele Libanoriego, do Dykasterii Nauki Wiary zaczęły być zgłaszane kolejne sprawy dotyczące wykorzystywania seksualnego sióstr zakonnych, łącznie z przymuszaniem ich do seksu grupowego i oglądania filmów pornograficznych. Według niektórych zeznań kapłan miał także m.in. czerpać przyjemność z wysłuchiwania tego, jak siostry spowiadają się z odbywanych z nim aktów seksualnych. Według zgłaszanych przez pokrzywdzonych zarzutów, zakonnik przez 30 lat, mniej lub bardziej regularnie wykorzystywał seksualnie kobiety.

## Wydalenie z zakonu
9 czerwca 2023 r. generał jezuitów Arturo Sosa Abascal podjął decyzję o wydaleniu Rupnika z zakonu „z powodu jego upartej odmowy przestrzegania ślubu posłuszeństwa”. Duchowny miał wielokrotnie łamać nałożone na niego w 2021 r. zakazy dotyczące jego publicznej działalności (zakaz uczestniczenia w publicznych celebracjach liturgicznych, zakaz podejmowania nowych działań i zobowiązań artystycznych, zakaz wygłaszania publicznych wystąpień i prelekcji). Zakonnik od momentu wydania decyzji miał 30 dni na złożenie odwołania, czego jednak nie uczynił zostając tym samym definitywnie usuniętym z zakonu jezuitów.

## Inkardynacja do diecezji koperskiej
W dniu 26 października 2023 r. na swoją osobistą prośbę został przez biskupa Jurija Bizjaka przyjęty (inkardynowany) do słoweńskiej diecezji koperskiej. 

## Likwidacja Wspólnoty Loyola
Dnia 15 grudnia 2023 r. watykańska Dykasteria ds. Instytutów Życia Konsekrowanego i Stowarzyszeń Życia Apostolskiego, wydała dekret nakazujący likwidację żeńskiego zgromadzenia zakonnego Wspólnota Loyola, której współzałożycielem był ks. Rupnik. Dokument ten jest efektem wizytacji zleconej przez arcybiskupa Stanislava Zore OFM z Lublany jeszcze w 2019 r., z okazji 25. rocznicy zatwierdzenia konstytucji wspólnoty. Według oświadczenia archidiecezji Lublany o wynikach wizytacji, w tym stwierdzonych nieprawidłowościach, watykańska dykasteria została poinformowana w lutym 2020 r. Następnie w 2022 r. odbyła się jeszcze jedna wizytacja w zgromadzeniu, którą przeprowadził biskup Daniele Libanori. Również i ona wykazała szereg nieprawidłowości w działaniu wspólnoty, w której dalej posługiwał jako kapłan jej współzałożyciel. Wspólnota Loyola została zlikwidowana z końcem 2024 r..

## Sztuka sakralna
W Polsce mozaiki zaprojektowane przez o. Rupnika znajdują się, m.in. w następujących świątyniach:
- Kościół św. Jana Pawła II w Krakowie[21]
- Kościół Matki Kościoła Niepokalanej Jutrzenki Wolności w Katowicach
- Kościół pw. św. Krzysztofa w Szczecinku[22]
- Sanktuarium Miłosierdzia Bożego w Częstochowie

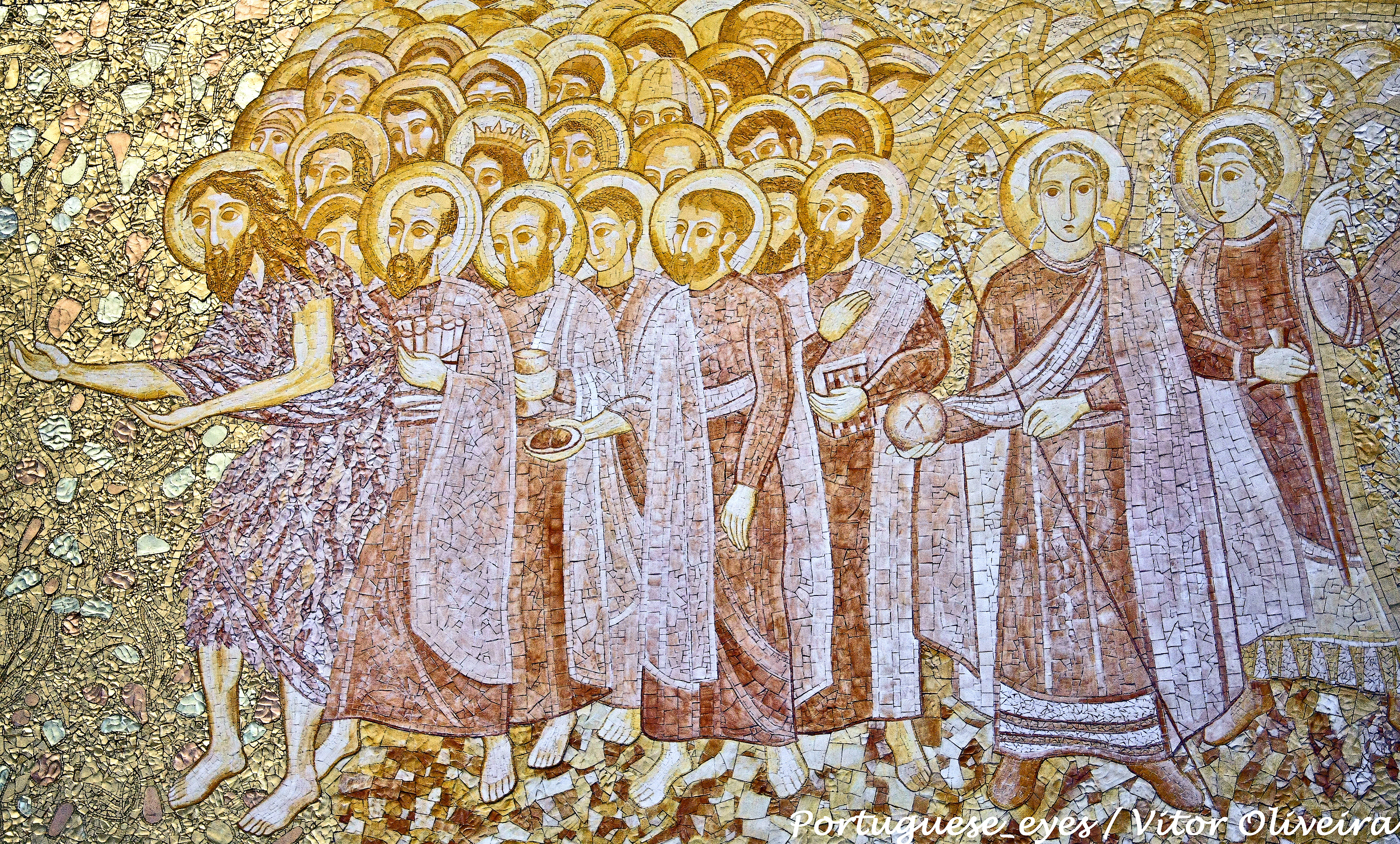
Bazylika Matki Boskiej Różańcowej w Fatimie
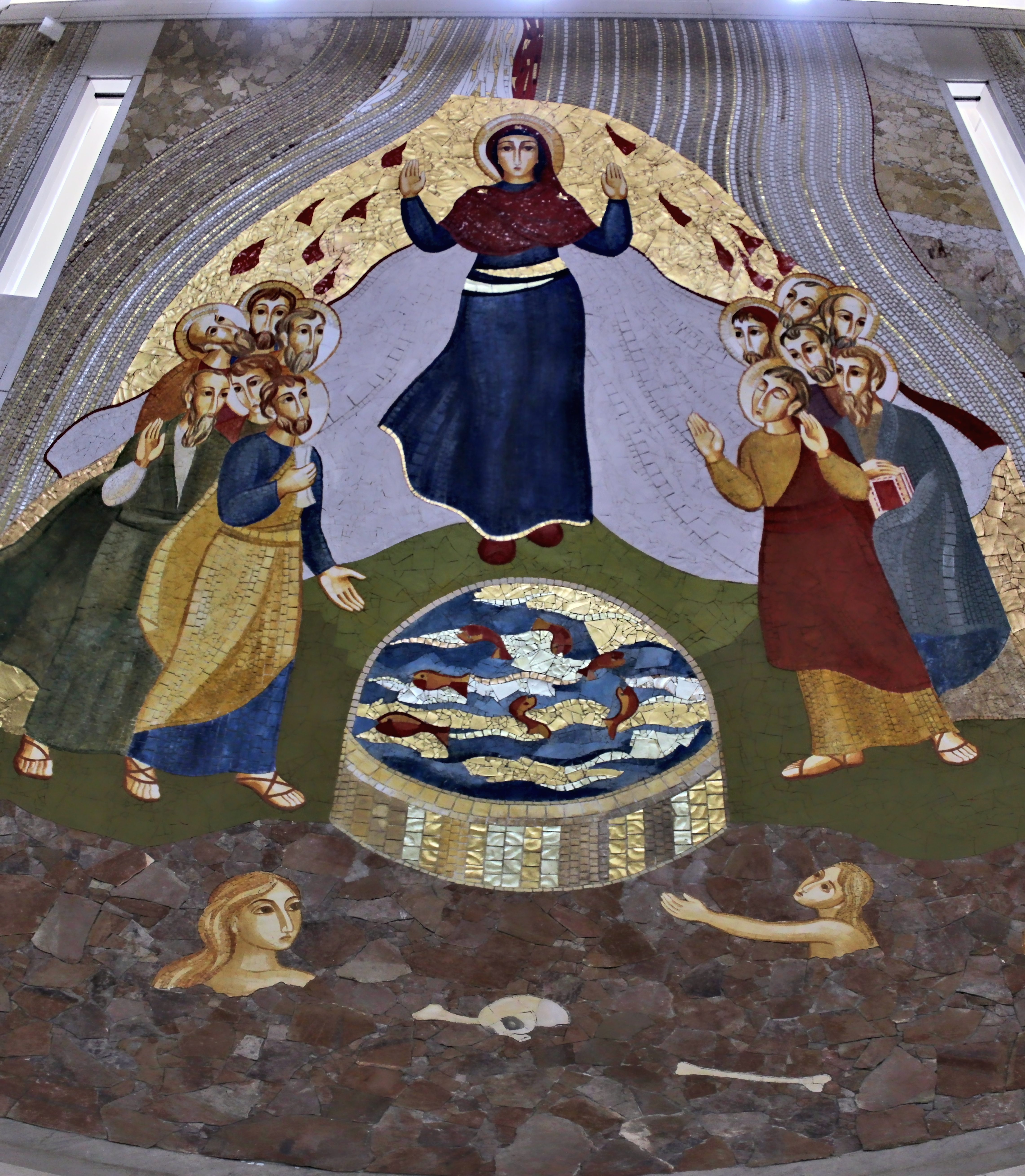
Kościół Świętego Jana Pawła II w Krakowie
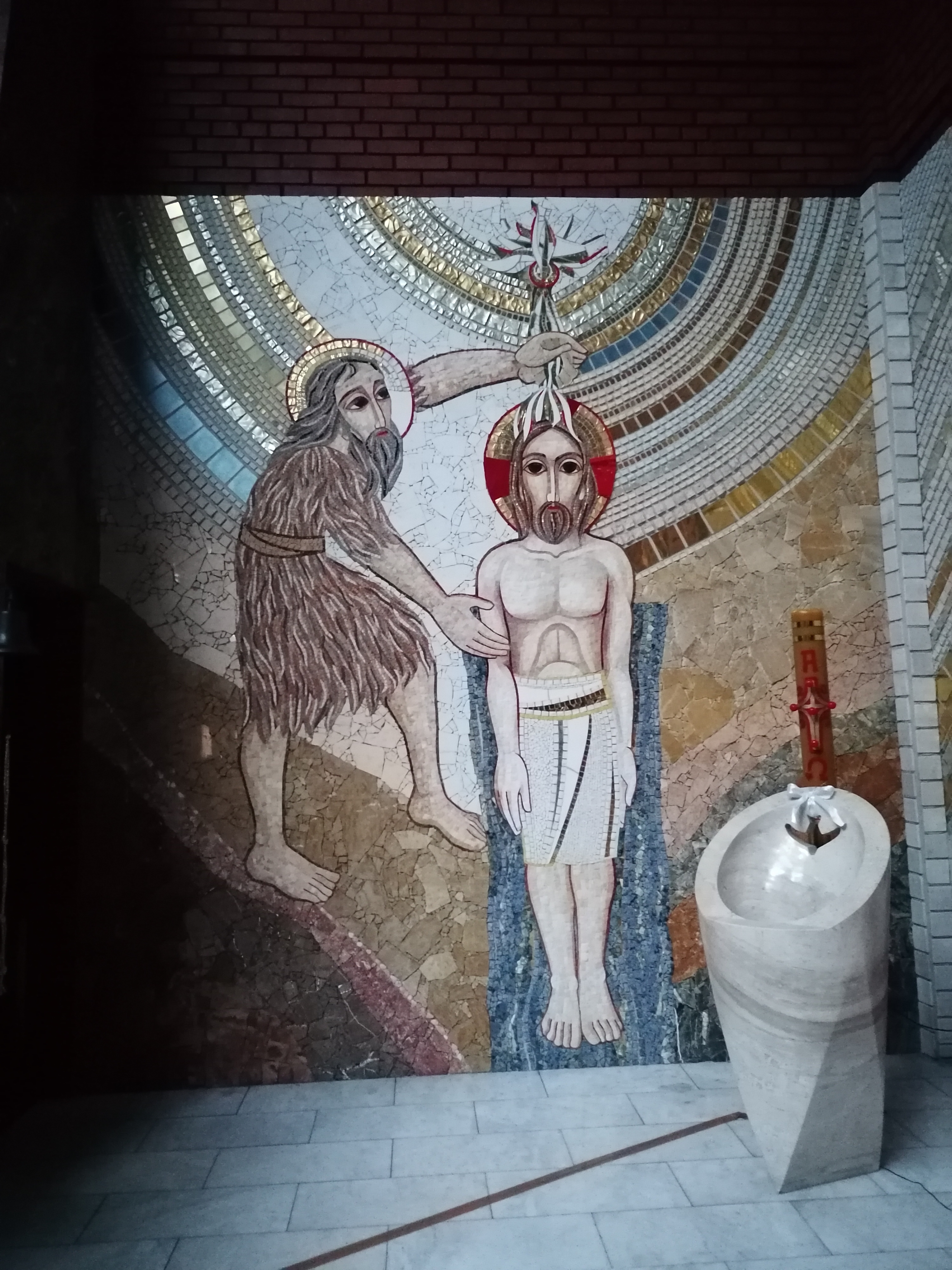
Kościół Matki Kościoła Niepokalanej Jutrzenki Wolności w Katowicach
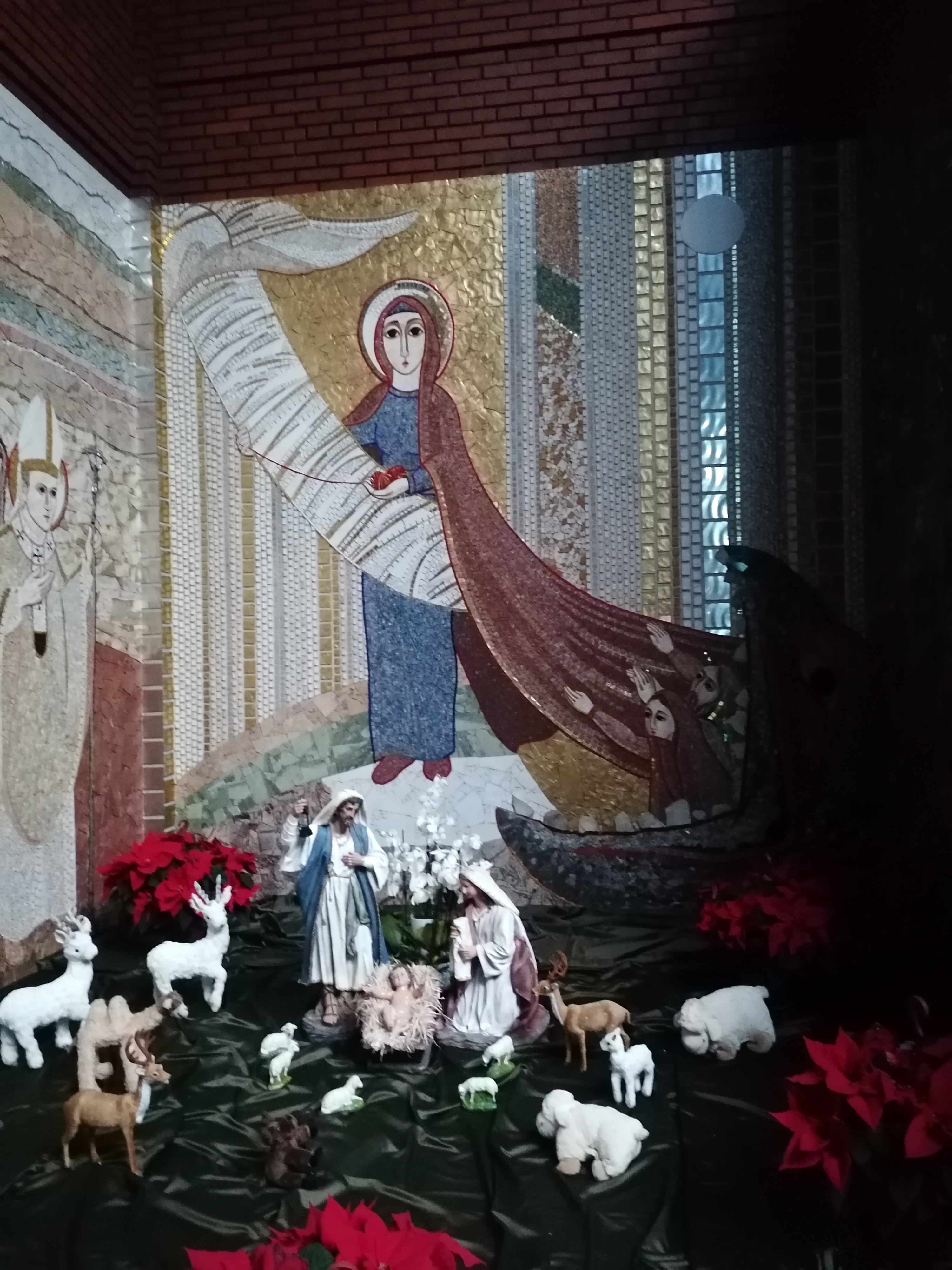
Kościół Matki Kościoła Niepokalanej Jutrzenki Wolności w Katowicach